# 姚蕾
姚蕾（Yao Lei，1990年2月24日—），新加坡女子羽毛球運動員。2014年亞運會後宣布退役。她曾与伏明天赢得2008年世青賽女雙冠军得主，亦是新加坡有史以来上第一支世青賽女雙冠軍组合。現已退役。

## 簡歷
姚蕾的父母姚一平和顧小晶皆是南通市兒童業餘體校的羽毛球教練，曾是趙婷婷、马晋、成淑、陶嘉明等的啟蒙老師。在父母的薰陶下，姚蕾自小已參與羽毛球運動，亦曾是江蘇省少體校的代表。
2003年，13歲的姚蕾時移民至新加坡，遂成為了新加坡羽毛球的一員新力軍。2008年，便曾夥拍伏明天奪得世青賽雙打冠軍；在名將江彥媚/李羽佳退役後，姚蕾和搭檔欣塔·穆利亚·萨里更成為新加坡羽毛球的頭號女雙。
2010年6月，其時世界排名第14的姚蕾/萨里組合出戰新加坡羽毛球超級賽，先後打敗法國、丹麥和印度的選手，更在準決賽以2比1（11-21、21-18、21-19）反勝中華臺北名將程文欣/簡毓瑾組合。決賽中，姚/萨面對南韓名將李孝貞/金旼貞再度表現出色，連勝兩局（21-17、22-20），首次奪得世界羽聯超級系列賽的冠軍。
2010年11月，姚蕾代表新加坡出戰廣州亞運會，參加羽毛球比賽的女子雙打項目（夥拍欣塔·穆利亚·萨里）。
2014年10月，姚蕾代表新加坡參加仁川舉行的亞運會羽毛球比賽。在完成混双16强赛後，她在个人推特与面簿上，用中英文表达了退役之意。其中，中文的部分写道：“打完十年全职的最后一场球，感谢昔日并肩作战的教练和队友。一路上风景不少，泼过我冷水的人请继续，在低潮期不放弃我的人我永远记得，感谢过去的十年。”

## 主要比賽成績
只列出曾進入準決賽的國際賽事成績：
| 年份   | 賽事                     | 公開賽級別 | 項目     | 拍檔             | 成績   |
| ------ | ------------------------ | ---------- | -------- | ---------------- | ------ |
| 2007年 | 紐西蘭羽毛球大獎賽       | 大獎賽     | 女子雙打 | 刘帆             | 準決賽 |
| 2008年 | 印度羽毛球黃金大獎賽     | 黃金大獎賽 | 女子雙打 | 欣塔·穆利亚·萨里 | 準決賽 |
| 2008年 | 中華台北羽毛球黃金大獎賽 | 黃金大獎賽 | 女子雙打 | 欣塔·穆利亚·萨里 | 準決賽 |
| 2008年 | 越南羽毛球大獎賽         | 大獎賽     | 女子雙打 | 欣塔·穆利亚·萨里 | 冠軍   |
| 2009年 | 新加坡羽毛球國際系列賽   | 國際系列賽 | 女子雙打 | 欣塔·穆利亚·萨里 | 亞軍   |
| 2009年 | 新加坡羽毛球國際系列賽   | 國際系列賽 | 混合雙打 | 查特·奇雅加特    | 準決賽 |
| 2010年 | 波蘭羽毛球國際賽         | 國際挑戰賽 | 女子雙打 | 欣塔·穆利亚·萨里 | 冠軍   |
| 2010年 | 波蘭羽毛球國際賽         | 國際挑戰賽 | 混合雙打 | 查特·奇雅加特    | 亞軍   |
| 2010年 | 羅馬尼亞羽毛球國際賽     | 國際系列賽 | 女子雙打 | 欣塔·穆利亚·萨里 | 冠軍   |
| 2010年 | 羅馬尼亞羽毛球國際賽     | 國際系列賽 | 混合雙打 | 查特·奇雅加特    | 冠軍   |
| 2010年 | 印度羽毛球黃金大獎賽     | 黃金大獎賽 | 女子雙打 | 欣塔·穆利亚·萨里 | 冠軍   |
| 2010年 | 印度羽毛球黃金大獎賽     | 黃金大獎賽 | 混合雙打 | 查特·奇雅加特    | 亞軍   |
| 2010年 | 新加坡羽毛球超級賽       | 超級賽     | 女子雙打 | 欣塔·穆利亚·萨里 | 冠軍   |
| 2010年 | 美國羽毛球黃金大獎賽     | 黃金大獎賽 | 女子雙打 | 欣塔·穆利亚·萨里 | 準決賽 |
| 2011年 | 越南羽毛球大獎賽         | 大獎賽     | 女子雙打 | 欣塔·穆利亚·萨里 | 亞軍   |
| 2011年 | 哈爾科夫羽毛球國際賽     | 國際挑戰賽 | 女子雙打 | 欣塔·穆利亚·萨里 | 冠軍   |
| 2011年 | 哈爾科夫羽毛球國際賽     | 國際挑戰賽 | 混合雙打 | 查特·奇雅加特    | 亞軍   |
| 2011年 | 比利時羽毛球國際賽       | 國際挑戰賽 | 女子雙打 | 欣塔·穆利亚·萨里 | 冠軍   |
| 2011年 | 比利時羽毛球國際賽       | 國際挑戰賽 | 混合雙打 | 查特·奇雅加特    | 冠軍   |
| 2011年 | 荷蘭羽毛球大獎賽         | 大獎賽     | 女子雙打 | 欣塔·穆利亚·萨里 | 亞軍   |
| 2011年 | 印度羽毛球大獎賽         | 大獎賽     | 女子雙打 | 欣塔·穆利亚·萨里 | 冠軍   |
| 2011年 | 韓國羽毛球黃金大獎賽     | 黃金大獎賽 | 女子雙打 | 欣塔·穆利亚·萨里 | 亞軍   |
| 2012年 | 馬來西亞羽毛球黃金大獎賽 | 黃金大獎賽 | 女子雙打 | 欣塔·穆利亚·萨里 | 亞軍   |
| 2012年 | 碧特博格羽毛球黃金大獎賽 | 黃金大獎賽 | 女子雙打 | 欣塔·穆利亚·萨里 | 準決賽 |
| 2012年 | 印度羽毛球黃金大獎賽     | 黃金大獎賽 | 女子雙打 | 欣塔·穆利亚·萨里 | 準決賽 |
| 2013年 | 馬來西亞羽毛球超級賽     | 超級賽     | 女子雙打 | 欣塔·穆利亚·萨里 | 準決賽 |
| 2013年 | 馬來西亞羽毛球黃金大獎賽 | 黃金大獎賽 | 女子雙打 | 梁语嫣           | 準決賽 |
| 2013年 | 新加坡羽毛球國際系列賽   | 國際系列賽 | 女子雙打 | 欣塔·穆利亚·萨里 | 冠軍   |
| 2013年 | 印尼羽毛球黃金大獎賽     | 黃金大獎賽 | 女子雙打 | 欣塔·穆利亚·萨里 | 準決賽 |
| 2013年 | 倫敦羽毛球黃金大獎賽     | 黃金大獎賽 | 女子雙打 | 欣塔·穆利亚·萨里 | 準決賽 |
| 2013年 | 韓國羽毛球黃金大獎賽     | 黃金大獎賽 | 女子雙打 | 欣塔·穆利亚·萨里 | 準決賽 |
| 2014年 | 中國羽毛球大師賽         | 黃金大獎賽 | 女子雙打 | 欣塔·穆利亚·萨里 | 準決賽 |
| 2014年 | 英聯邦運動會羽毛球比賽   | 其他       | 混合團體 | －               | 銅牌   |

| 2007-2017年 | 首要超級賽 | 超級賽 | 黃金大獎賽 | 大獎賽 | 國際挑戰賽 | 國際系列賽 | 未來系列賽 | 其他 |

### 奧運會和世錦賽參賽紀錄
|          | 搭檔             | 2009 | 2010 | 2011 | 2012       |
| -------- | ---------------- | ---- | ---- | ---- | ---------- |
| 女子雙打 | 欣塔·穆利亚·萨里 | 16強 | 16強 | 16強 | 小組第四名 |
|          |                  |      |      |      |            |
| 混合雙打 | 查特·奇雅加特    | －   | 16強 | 8強  | －         |